# 东直路
东直路是中華人民共和國黑龍江省道外区西北部的一條東西走向道路，道路東起哈東路，西至松浦大道，道理全长3700米，宽34米，车行道宽24米，為沥青路面。道路建於1933年，這條路也是一條連接221国道的主干道。道路西段有哈尔滨百盛购物中心，東段為黑龍江工程學院。